# Saalach
Saalach este un râu cu lungimea de 103 km, care izvorăște din lacul Torsee, la poalele muntelui Gamshag (2.178 m), landul Salzburg, Austria.